# Les Pirates du silence
Les Pirates du silence est la quarante-et-unième histoire de la série Spirou et Fantasio d'André Franquin, Will et Maurice Rosy. Elle est publiée pour la première fois dans Spirou du no 916 au no 940.

## Univers

### Synopsis
Le Marsupilami débarque harassé chez Spirou et Fantasio : il est venu à pied de Champignac. Spirou appelle le Comte pour le prévenir — mais celui-ci ne répond pas —, puis accompagne Fantasio qui projette de faire un reportage à Incognito City, la ville où de nombreux milliardaires vivent en toute sécurité, bien à l'abri des journalistes.
En arrivant à Incognito City, les deux héros font la connaissance d'un résident, Juan Corto dos Orejas y Rabo. Peu après, ils interrompent une rixe entre deux brutes et un garagiste. Ils rencontrent ensuite un autre habitant, M. Minet, grand ami des animaux, qui, très courtoisement, leur propose de les héberger dans sa villa.
Parti en ville pour tenter de rappeler le Comte et le rassurer, Spirou découvre en rentrant M. Minet, ligoté, alors que Fantasio a été enlevé par de mystérieux agresseurs. Spirou décide alors de suivre la trace de Fantasio grâce au Marsupilami. C'est ainsi que le petit animal le conduit chez Juan Corto. Ce dernier, qui s'avère être un malfaiteur, a séquestré Champignac dans le but de s'emparer de son gaz soporifique et projette d'utiliser celui-ci pour endormir toute la ville afin de la cambrioler. 
Fort heureusement, pendant le déroulement des opérations, Spirou et Fantasio, immunisés grâce à un antidote fabriqué par le Comte, parviennent à arrêter les bandits.

### Personnages
- Spirou
- Fantasio
- Spip
- Le marsupilami
- Le comte de Champignac
- Alphonse Minet (première apparition)
- Juan Corto dos Orejas y Rabo[1] (première apparition)

## Publication
Les planches des Pirates du silence sont publiées pour la première fois dans le journal de Spirou du no 916 (paru le 3 novembre 1955) au no 940 (paru le 19 avril 1956).